# District de Quoc Oai
Quoc Oai (vietnamien : Quốc Oai) est un district rural (Huyện) de la province de Hanoi dans la région du Delta du Fleuve Rouge au Viêt Nam.

## Description
Quốc Oai faisait partie de la province de Hà Tây jusqu'à ce que celle-ci soit absorbée par Hanoï en 2008.

## Galerie

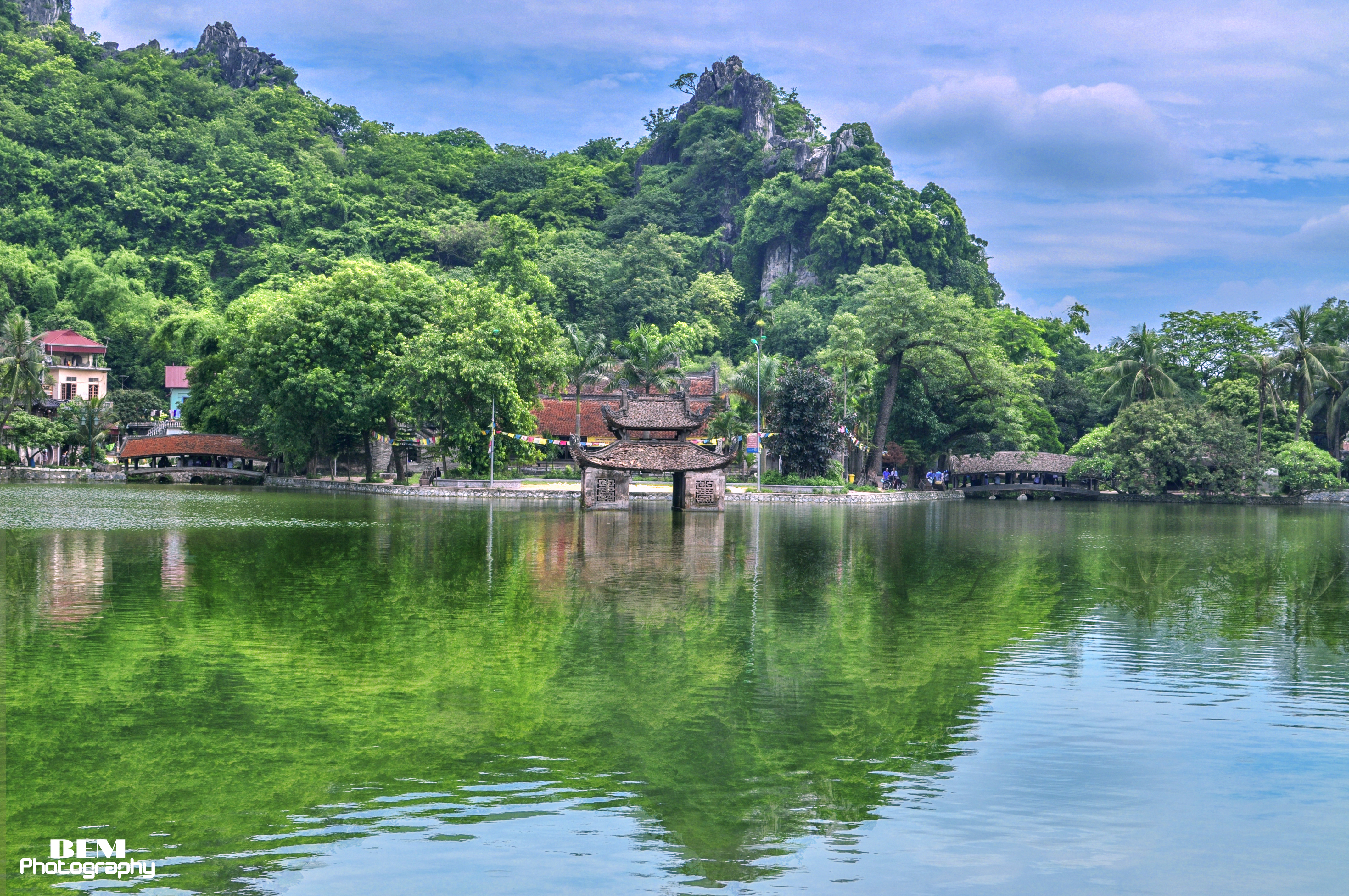
Pagode Thầy.